# Amarillo (Texas)
Amarillo ist eine Stadt im Potter County im US-Bundesstaat Texas und Sitz der Countyverwaltung (County Seat). Zudem liegt ein nennenswerter Teil der Stadt im Randall County, dessen größter Ort ebenfalls Amarillo ist. Das U.S. Census Bureau hat bei der Volkszählung 2020 eine Einwohnerzahl von 200.393 ermittelt.

## Geographie und Klima
Amarillo liegt im Nordwesten von Texas, im Texas Panhandle, in den Staked Plains (Llano Estacado), einer baumarmen und trockenen Hochebene. Die Stadt liegt etwa 60 Kilometer östlich der Landesgrenze zu New Mexico und etwa 80 Kilometer südlich der Landesgrenze zu Oklahoma. Ihre Fläche beträgt 233,9 km², davon 1,2 km² Wasserfläche.
|                       | Jan  | Feb  | Mär  | Apr  | Mai  | Jun  | Jul  | Aug  | Sep  | Okt  | Nov  | Dez  |   |       |
| Mittl. Tagesmax. (°C) | 9,4  | 11,6 | 16,4 | 21,9 | 26,2 | 30,9 | 33,2 | 31,7 | 27,7 | 22,5 | 15,4 | 10,1 | ⌀ | 21,5  |
| Mittl. Tagesmin. (°C) | −6,0 | −3,6 | 0,4  | 5,6  | 10,9 | 15,9 | 18,6 | 17,7 | 13,6 | 6,9  | 0,2  | −4,6 | ⌀ | 6,3   |
|                       |      |      |      |      |      |      |      |      |      |      |      |      |   |       |
| Niederschlag (mm)     | 12,7 | 15,5 | 24,4 | 25,1 | 63,0 | 94,0 | 66,5 | 81,8 | 50,5 | 34,8 | 17,5 | 10,9 | Σ | 496,7 |
|                       |      |      |      |      |      |      |      |      |      |      |      |      |   |       |
| Regentage (d)         | 2,6  | 3,1  | 3,7  | 3,4  | 6,1  | 7,2  | 5,9  | 6,9  | 4,8  | 3,6  | 2,8  | 2,7  | Σ | 52,8  |

| −6,0 |

| −3,6 |

| 0,4 |

| 5,6 |

| 10,9 |

| 15,9 |

| 18,6 |

| 17,7 |

| 13,6 |

| 6,9 |

| 0,2 |

| −4,6 |

| −6,0 |

| −3,6 |

| 0,4 |

| 5,6 |

| 10,9 |

| 15,9 |

| 18,6 |

| 17,7 |

| 13,6 |

| 6,9 |

| 0,2 |

| −4,6 |

## Geschichte

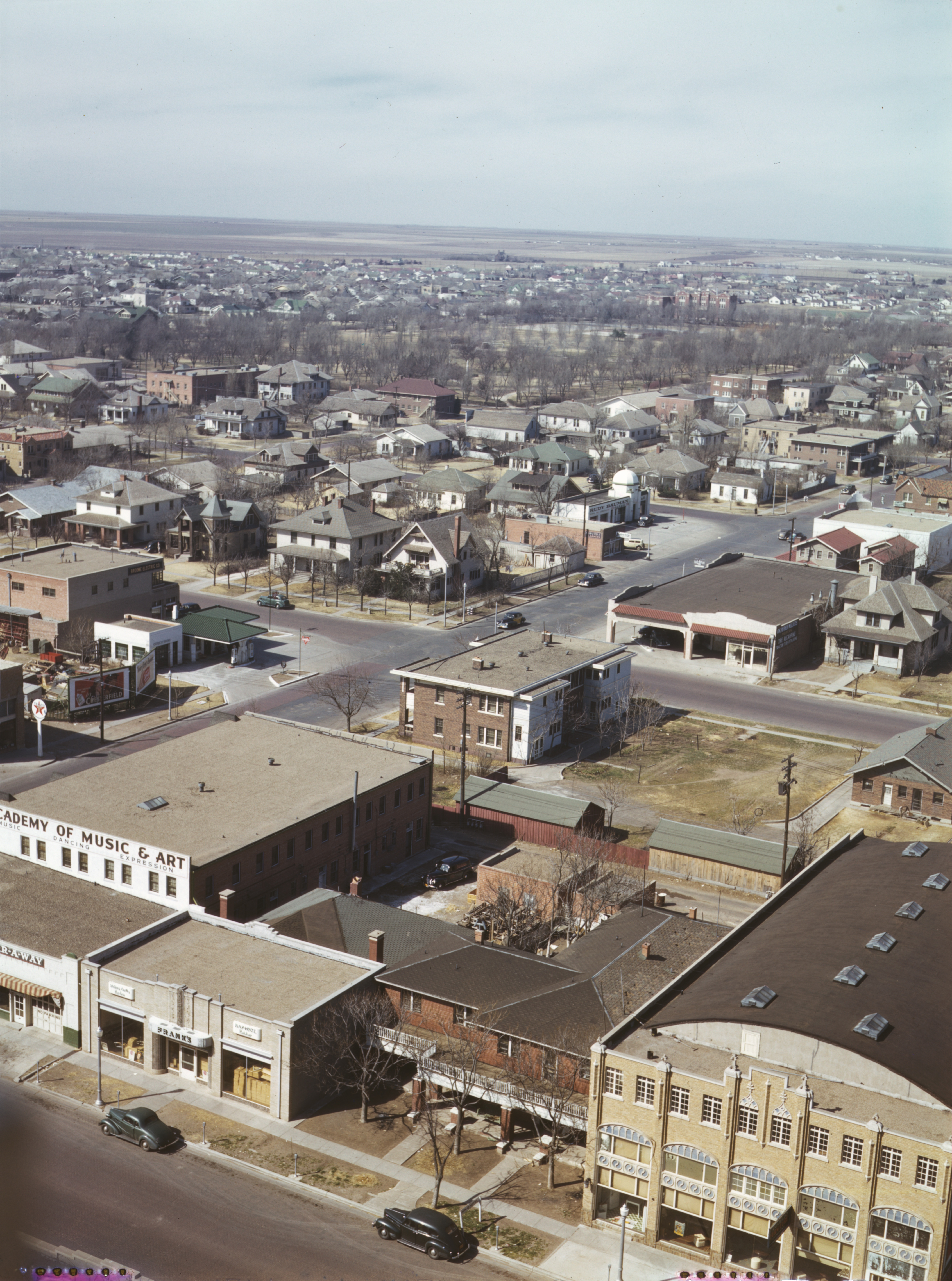
Amarillo 1943

Vor der Gründung der Stadt dominierten Ranchen, die um das Jahr 1885 (unter anderem die XIT Ranch und die heute noch bestehende JA Ranch) entstanden, das Gebiet. Die Stadt Amarillo wurde im Jahre 1887 als Eisenbahncamp im Zuge des Baus der Strecke durch den Texas Panhandle gegründet. Ursprünglich war ihr Name Oneida. Der Name Amarillo kommt aus dem Spanischen und bedeutet „gelb“, von der Farbe der gelben Wiesenblumen, die in der Umgebung wachsen. Er könnte aber auch vom gelben Sand um den Amarillo Lake oder den Amarillo Creek herrühren. Die Stadt entwickelte sich in den folgenden Jahren schnell zum wichtigen Verladebahnhof für Rinder aus der Region. Im Jahr 1918 wurde in der Umgebung der Stadt Gas und im Jahr 1921 Erdöl gefunden, was dafür sorgte, dass sich Öl- und Gasgesellschaften hier ansiedelten.

## Demographie
Die Zusammensetzung der Bevölkerung im Jahr 2000 gliederte sich in 77,50 % Weiße, 5,97 % Afroamerikaner, 0,78 % Amerikanische Indianer, 2,09 % Asiaten, 13,67 % anderer Herkunft. Der Anteil der Hispanics, der zurzeit 21,86 % ausmacht, ist der Bevölkerungsanteil mit der stärksten Zunahme, mit einer Steigerung von 63,35 % verglichen mit der Volkszählung von 1990.

Das durchschnittliche Einkommen eines Haushalts in der Stadt liegt bei 34.940 USD, das durchschnittliche Einkommen einer Familie bei 42.536 USD. Männer haben ein durchschnittliches Einkommen von 31.321 USD, Frauen hingegen eins von durchschnittlich 22.562 USD. Das Pro-Kopf-Einkommen liegt bei 18.621 USD. 14,5 % der Einwohner und 11,1 % der Familien leben unterhalb der Armutsgrenze. 27,9 % der Einwohner sind unter 18 Jahre alt und auf 100 Frauen ab 18 Jahre und darüber, kommen statistisch 88,5 Männer. Das Durchschnittsalter beträgt 34 Jahre (Stand: 2000).

## Kriminalität
Die Kriminalitätsrate liegt in Amarillo mit 546,2 Punkten weit über dem US-Landesdurchschnitt von 330,6 Punkten. Im Jahr 2002 gab es 7 Morde, 109 Vergewaltigungen, 330 Raubüberfälle, 1033 tätliche Angriffe auf Personen, 2468 Einbrüche, 8566 Diebstähle und 960 Autodiebstähle.

## Verkehr
Amarillo ist über die Interstate 27 und die Interstate 40 zu erreichen, ebenso über die U.S. Highways 60, 87, und 287. Die Stadt lag an der berühmten Route 66, die inzwischen durch den I-40 ersetzt wurde. Mit dem Flugzeug erreicht man die Stadt über den Rick Husband Amarillo International Airport und über 3 weitere kleine Flughäfen, die im Umkreis von 20 km liegen. Eine wichtige Eisenbahnverbindung mit etwa 100–110 Zügen täglich führt durch Amarillo, diese wird aber ausschließlich für Frachttransport verwendet.

## Wirtschaft

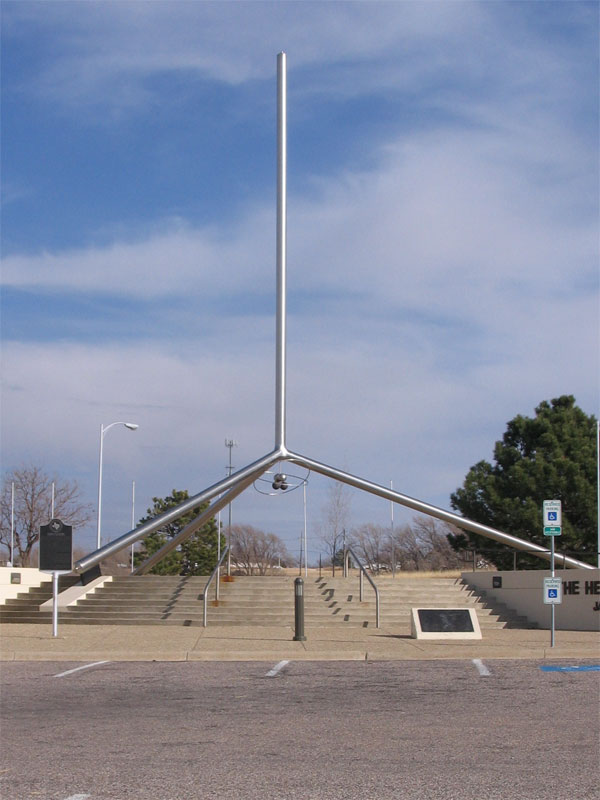
Helium Monument

Das Bush Dome Reservoir im Cliffside Erdgasfeld nördlich von Amarillo beinhaltet momentan die Heliumreserve der USA in der Größenordnung etwa des 10-fachen weltweiten Jahresbedarfes an diesem Gas. Amarillo hat daher den Spitznamen Heliumhauptstadt der Welt (Helium Capital of the World). Vor dem Don Harrington Discovery Center befindet sich das Helium Monument, eine etwa zwölf Meter hohe Nachbildung eines Heliumatoms, das im Jahre 1968 zum 100. Jahrestag der Entdeckung des Heliums eingeweiht wurde. Das Monument beinhaltet vier Zeitkapseln, die nach verschiedenen Liegezeiten geöffnet werden sollen. Die vierte Kapsel soll 1000 Jahre nach der Errichtung des Monuments (also im Jahr 2968) geöffnet werden.
In der Nähe von Amarillo befindet sich die einzige Atomwaffenfabrik der USA. In der Pantex-Anlage wurden bis 1991 Kernwaffen produziert. Heute findet die Instandhaltung, Modernisierung und Demontage amerikanischer Kernwaffen statt, sowie die Zwischenlagerung von Plutoniumkernen.
Die fleischverarbeitende Industrie ist ein Hauptarbeitgeber in Amarillo. Über 25 Prozent der Rindfleischproduktion der Vereinigten Staaten erfolgt in dieser Region. In der Stadt befindet sich zudem der Hauptsitz der Viehzüchter-Vereinigung von Texas.

## Religion
In Amarillo gibt es derzeit 98 verschiedene Kirchen aus 22 unterschiedlichen Konfessionen. Unter den zu einer Konfession gehörenden Kirchen ist die Baptistengemeinde mit 40 Kirchen am stärksten vertreten. Seit 1926 besteht in der Stadt auch das römisch-katholische Bistum Amarillo. Weiterhin gibt es 15 zu keiner Konfession gehörende Kirchen (Stand: 2004).

## Kultur
Die öffentliche Bibliothek besitzt über 580.000 Bücher, 58.600 Audio- und 18.150 Video-Dokumente. Weiterhin verfügt die Stadt über 5 Colleges, 10 öffentliche und 4 private High Schools sowie 10 öffentliche und 9 private Grund- und Mittelschulen. Medizinische Hilfe gibt es in 5 verschiedenen Kliniken.

## Sehenswertes
- The Big Texan, ein Grill-Restaurant, in dem man ein rund 2 kg schweres Steak kostenlos bekommt, wenn man es in weniger als einer Stunde verzehren kann.
- Der Lake Meredith, ein Stausee des Canadian River und National Recreation Area nördlich der Stadt.
- Der Palo Duro Canyon, im Südosten von Amarillo gelegener und nach dem Grand Canyon zweitgrößter Canyon der USA.
- Die Cadillac Ranch nahe der I-40 im Zuge der historischen Route 66 westlich der Stadt.
- Das Museum der American Quarter Horse Association.
- Das Don Harrington Discovery Center, ein Museum mit interaktiver Wissenschaftsausstellung und einem angeschlossenen Planetarium.
- Der Wonderland Park, ein Vergnügungspark im nördlichen Teil der Stadt im Thompson Park

## Söhne und Töchter der Stadt
- Ann Doran (1911–2000), Schauspielerin
- Cyd Charisse (1922–2008), Filmschauspielerin
- Marc Freiberger (1928–2005), Basketballspieler, Olympiasieger
- Jack Davis (1930–2012), Leichtathlet
- Carolyn Jones (1930–1983), Schauspielerin
- Tom Tall (1937–2013), Country-Musiker
- Harry Northup (* 1940), Schauspieler und Dichter
- Terry Funk (1944–2023), Wrestler
- Joe Ely (* 1947), Country-Sänger und Songschreiber
- Robert F. Dees (* 1950), Generalmajor der United States Army
- Danny Elfman (* 1953), Film-Musikkomponist
- Paul Scott Lockhart (* 1956), Astronaut
- Rick Douglas Husband (1957–2003), Astronaut, Kommandant der verunglückten Columbia-Mission STS-107 und Namensgeber des Internationalen Flugplatzes Amarillo
- George Saunders (* 1958), Schriftsteller und Hochschullehrer
- Curt Kirkwood (* 1959), Songschreiber, Sänger und Gitarrist
- Mark Seliger (* 1959), Fotograf
- Francie Swift (* 1969), Schauspielerin
- Alex O’Brien (* 1970), Tennisspieler
- Brandon Slay (* 1975), Olympiasieger im Ringen, Sydney 2000[12]
- Johnson Wagner (* 1980), Profigolfer und Teilnehmer der PGA TOUR
- Caleb Fairly (* 1987), Straßenradrennfahrer